# Língua nuguria
Nuguria (Nukuria) é uma  língua polinésia, falada por aproximadamente 550 pessoas em Nuguria nas ilhas orientais de Papua Nova Guiné.  O idioma é ensinado nas escolas primárias em Nuguria e é usado para comunicações diárias entre adultos e crianças.  Nuguria é uma das dezoito pequenas ilhas a leste de Papua-Nova Guiné, conhecidas como Outliers polinésios.   Concluiu-se que o idioma nukuria está intimamente relacionado a outros idiomas próximos, como  nukumanu,  takuu,  nukuoro e  Luangiua.  Pesquisas sobre o Atol de Nuguria e a própria linguagem são escassas; pesquisas anteriores demonstraram que esse idioma estava em risco de risco de potencial extinção. A linguagem foi classificada apenas como em risco de ameaça, porque ainda era usada entre gerações e foi passada para as crianças.  No entanto, pesquisas recentes indicam que a Nukuria agora é provavelmente uma língua extinta.

## Classificação
Nukuria é uma língua polinésia e faz parte da família das línguas austronésias, que inclui o língua tagalo, o  marshallês e o  tonganês . A família das línguas austronésios tem idiomas que se estende por todas as ilhas do Pacífico e partes da Ásia.
. É uma das três principais famílias de idiomas do Pacífico. A família de línguas austronésias (que não deve ser confundida com a das línguas austro-asiáticas) também é dividida em dez subgrupos, um dos é o das línguas malaio-polinésias]. Nukuria faz parte do subgrupo malaio-polinésio por causa de sua localização sudeste na Ásia.  É ainda agrupada nas línguas Ellicienas, um dos onze ramos  das línguas polinésias nucleares, essas divididas entre Somóicas s Polinésias Orientais.). 

## Geografia
Nukuria é uma língua em oposição a um dialeto, sendo falada no Atol de Nukuria.  É também conhecida como Ilhas Fead localizado em Bougainville (ilha)
.
A Ilha Nuguria fica na borda externa da [[[Melanesia]], no Outlier polinésios. Esses Outliers da Polinésia são as ilhas que não estão dentro dos principais limites da Polinésia, mas na Melanésia e / ou Micronésia. O Atol de Nuguria está localizado na Melanésia, juntamente com as Ilhas Salomão.

## Gramática
Há muito poucas pesquisas sobre gramática e escrita da língua nukúria, mas entende-se que, como em muitas línguas austronésias, a nukúria tem uma estrutura de sentença Sujeito-Verbo-Objeto. No entanto, todas as línguas austronésias do Arquipélago de Bismarck também têm uma estrutura de sentenças desse modo. Sua estrutura tipológica de sentenças também é usado no inglês, que faz parte da família das línguas indo-europeias .

## Fonologia
O alfabeto da língua nukúria tem cinco vogais: /a/, /e/, /i/, /o/, /u/ e quinze consonantes: /p/,/b/,/m/,/f/,/v/,/t/,/s/,/n/,/l/,/r/,/k/,/g/,/ŋ/,/w/,/h/. Há cinco oclusivas, quatro fricativas, três nasais, duas aproximantes e uma vibrante. Dessas consoantes, três são bilabiais, duas são labiodentais, cinco são alveolares, quatro são velares e uma glotal.
Para fazer uma comparação, a língua Nukuria possui sete consoantes a mais que a língua havaiana ('Ōlelo Hawaiʻi'): /m/,/n/,/p/,/t ~ k/,/ ʔ/, /h/,/ w~v/,and /l/. e também cinco mais que  a língua maori, (te reo): /p/,/t/,/k/,/wh/,/h/,/m/,/n/,/ŋ/,/r/, /w/. O havaiano e o maori são usados para comparação porque são duas das línguas polinésias mais conhecidas. Além disso, o idioma inglês possui 24 consoantes e pelo menos catorze vogais.
O ŋ é um velar nasal sonoro e está presente no sufixo "ing".
Essas definição de pronúncias das vogais e consoantes são derivadas do IPA.
|             |             | Bilabial | Labiodental | Alveolar | Velar | Glottal |
| ----------- | ----------- | -------- | ----------- | -------- | ----- | ------- |
| Oclusiva    | surda       | p        |             | t        | k     |         |
| Oclusiva    | sonora      | b        |             |          | g     |         |
| Fricativo   | surda       |          | f           | s        |       | h       |
| Fricativo   | sonora      |          | v           |          |       |         |
| Nasal       | Nasal       | m        |             | n        | ŋ     |         |
| Aproximante | Aproximante |          |             | l        | w     |         |
| Vibrante    | Vibrante    |          |             | r        |       |         |